# Siegfried Dessauer
Siegfried Dessauer (* 20. September 1874 in Berlin als Simon Julius Dessauer; † 30. März 1956 in Sydney, Australien) war ein deutscher Schauspieler, Aufnahmeleiter, Filmregisseur und Drehbuchautor.

## Leben
Der Sohn des Glasermeisters Abraham Dessauer und seiner Ehefrau Ester (Ernestine), geb. Deutschmann, hatte nach dem Abschluss des Realgymnasiums (Obersekunda) Anfang der 1890er Jahre ein Wanderleben an Schmierenbühnen begonnen. Später kamen Engagements an renommierteren Theatern in Köln, Hannover, Frankfurt am Main und Berlin hinzu. 1909 heiratete er die Schauspielerin Clara Thormann.
Nach gut zwanzig Jahren Theateraktivitäten wechselte Dessauer zu Beginn der 1910er Jahre als Hilfsregisseur zum Film. 1914 wurde er von der Produktionsgesellschaft ‘Imperator-Film’ für sechs Jahre als Filmregisseur verpflichtet. Dessauers Spezialgebiet waren Sensationsstoffe, Abenteuergeschichten mit exotischem Hintergrund, Melodramen, Detektivserien und patriotische Erbauungsepen. Nachdem er in der zweiten Hälfte der 1920er Jahre – letzte Inszenierung von Bedeutung war eine Verfilmung des populären ‘Hauptmann von Köpenick’-Stoffes – kaum mehr Regie-Aufträge erlangen konnte, musste sich Siegfried Dessauer nunmehr mehrfach mit der Tätigkeit eines Aufnahmeleiters zufriedengeben. In den ersten drei Tonfilmjahren 1930–33 betreute er in dieser Funktion u. a. die Produktionen „Aschermittwoch“, „Schneider Wibbel“, „Dienst ist Dienst“, „Keine Feier ohne Meyer“, „Ballhaus Goldener Engel“, „Annemarie, die Braut der Kompanie“ und „Die Unschuld vom Lande“, seine letzte Kinotätigkeit.
Die Machtübernahme der Nationalsozialisten im Januar 1933 beendete Dessauers filmische Tätigkeit und der jüdische Regisseur wurde mit Arbeitsverbot belegt. Am 25./26. Juli 1938 wurde der längst nicht mehr aktive Filmveteran aus der Reichsfilmkammer ausgeschlossen, offizielle Begründung: „nicht arisch“ (Reichsfilmkammer 926 Judenlisten). Er blieb aber, durch die Ehe mit einer sechs Jahre jüngeren „Arierin“ vor Deportation geschützt, in Berlin. Bis Februar 1945 wohnte er im Stadtteil Wittenau. Im Mai 1945 war Dessauer im Berliner Bezirk Hermsdorf gemeldet (Feststellung im Rahmen einer Hausbegehung). 1947 emigrierte er mit seiner Frau nach Sydney, wo er 1956 verstarb. Sein Grab auf dem Rockwood Cemetery ist erhalten.

## Filmografie (Regie)
| - 1913: Aus eines Mannes Mädchenzeit (nur Schauspieler) - 1914: Die Stadt der Verschwundenen - 1914: Der Schienenweg unterm Ozean (Co-Regie) - 1915: Die süße Nelly - 1915: Im Banne des fremden Willens - 1915: Um 500.000 Mark - 1915: Satan Opium - 1916: Das Geheimnis der Diamantenfelder - 1916: Stolz weht die Flagge schwarz-weiß-rot - 1916: Zwischen halb elf und elf - 1917: Der flammende Kreis - 1917: Das Geständnis der Olga Orginska - 1917: Die Spur im Schnee - 1918: Der König der Nacht - 1918: Das verrückte Hotelzimmer - 1918: Der eiserne Käfig - 1918: Der Fakir - 1919: Dämon der Welt, 2. Teil | - 1919: Kinder der Liebe - 1920: Die Eidechse (auch Drehbuch) - 1920: Kriminalpolizei, Abteilung ‘Mord’ (auch Co-Drehbuch) - 1920: Professor Bertons Erfindung - 1921: Die Frau mit den zehn Masken, 3 Teile - 1921/22: Schande - 1922: Der Roman einer Halbweltdame - 1922: Der Schrei aus der Tiefe - 1922: Das Lebensroulette - 1923: Der Narr und die Anderen (nur Schauspieler) - 1925: Frauen und Banknoten (nur Schauspieler) - 1926: Der Hauptmann von Köpenick (auch Drehbuch) - 1929: Man schenkt sich Rosen, wenn man verliebt ist - 1930: Es gibt noch Kavaliere (Kurzfilm) - 1932: Schön war’s doch (Kurzfilm) - 1932: Der verliebte Blasekopp |